# 哈亞克

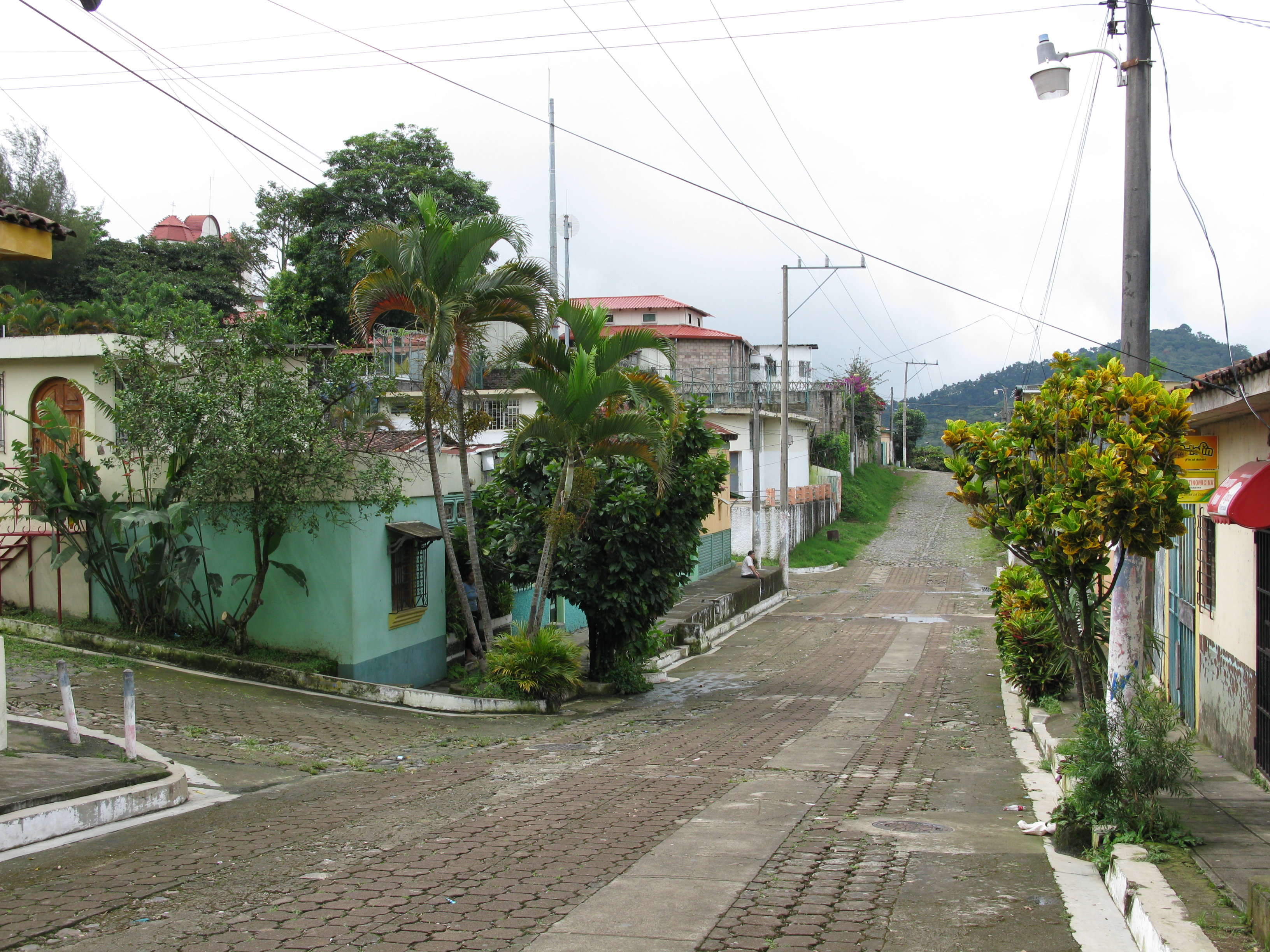

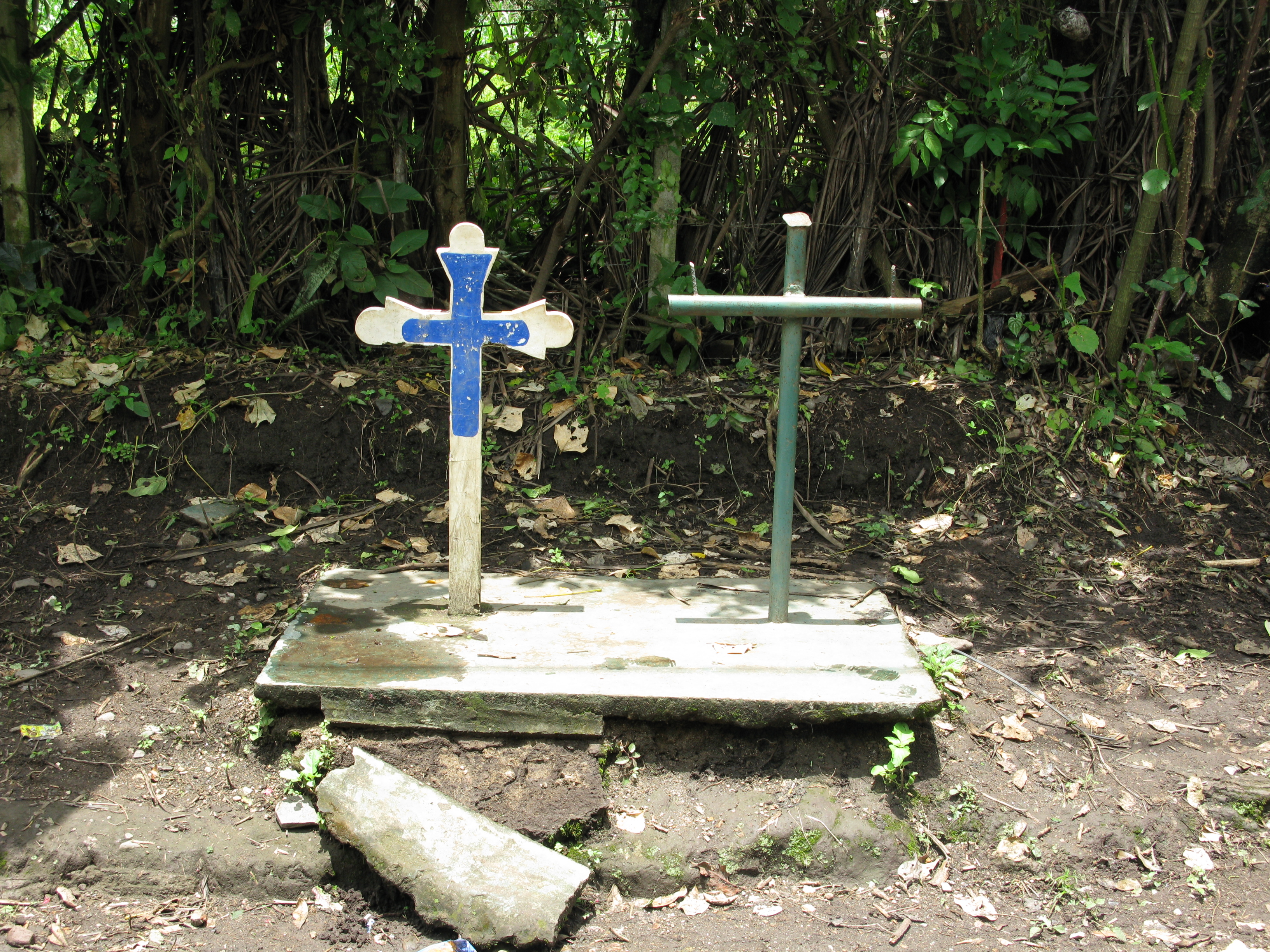

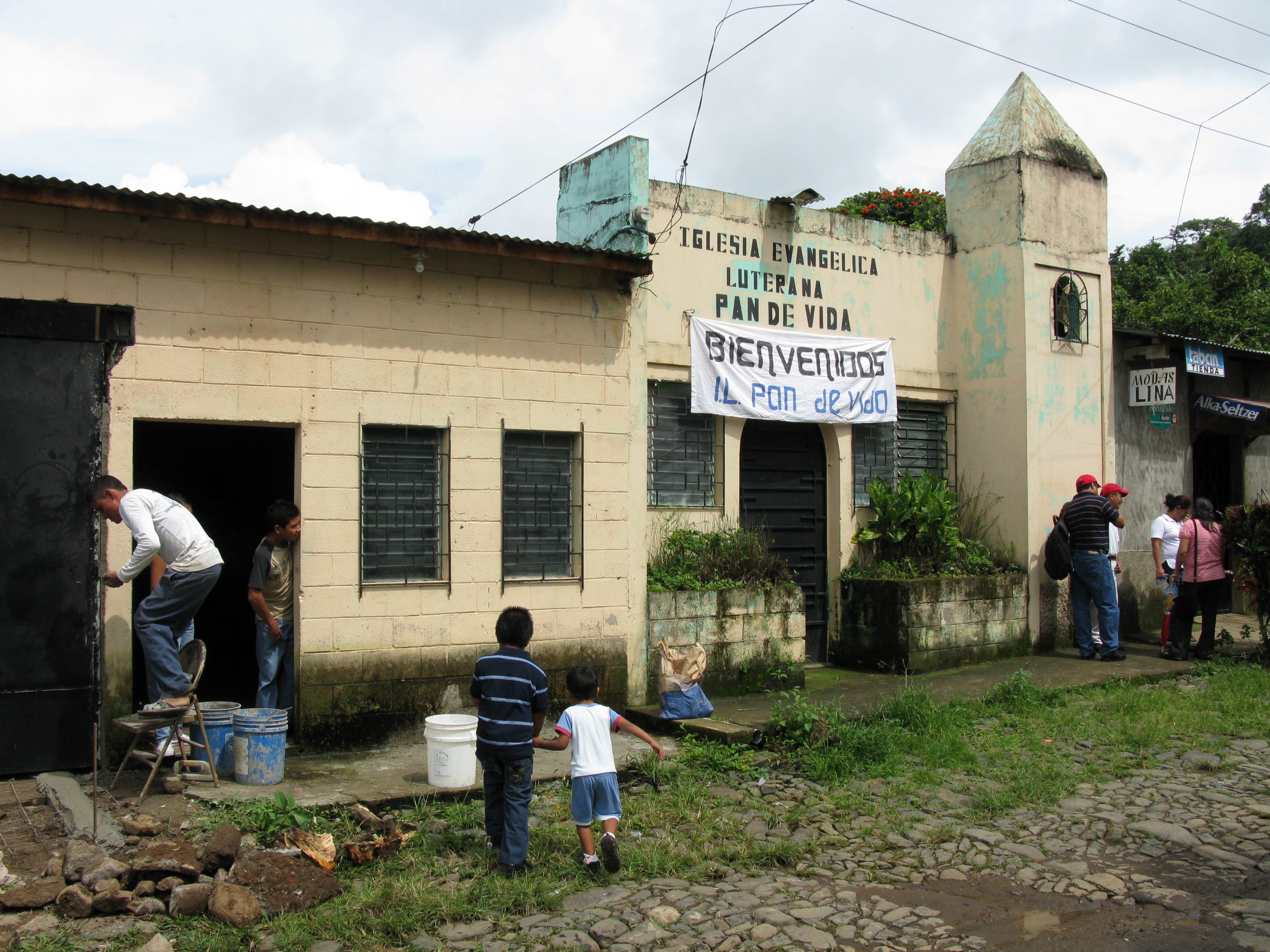

哈亞克（西班牙語：Jayaque），是薩爾瓦多的城鎮，位於該國中西部，由拉利伯塔德省負責管轄，面積47.53平方公里，海拔高度998米，2007年人口11,058，人口密度每平方公里232.65人。
13°40′N 89°26′W / 13.667°N 89.433°W